# Anadia pulchella
Anadia pulchella är en ödleart som beskrevs av  Alexander Grant Ruthven 1926. Anadia pulchella ingår i släktet Anadia och familjen Gymnophthalmidae. IUCN kategoriserar arten globalt som sårbar. Inga underarter finns listade i Catalogue of Life.